# اتحاد رياضة ذوي الاحتياجات الخاصة في ويلز

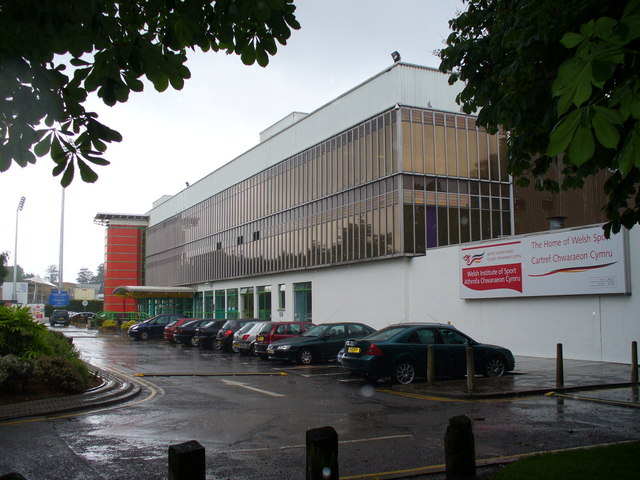
المعهد الويلزي للرياضة، كارديف، موقع اتحاد رياضة ذوي الإعاقة في ويلز

اتحاد رياضة الإعاقة في ويلز (بالويلزية) (Chwaraeon Anabledd Cymru) هو الهيئة الوطنية المسؤولة عن تنظيم المنظمات الرياضية التي تعمل على توفير فرص الأنشطة الرياضية والبدنية للأشخاص ذوي الإعاقة في ويلز.
يقع مقر اتحاد رياضة الإعاقة في ويلز في المركز الوطني لرياضة ويلز، حدائق صوفيا، في مدينة كارديف.